# Friggebod

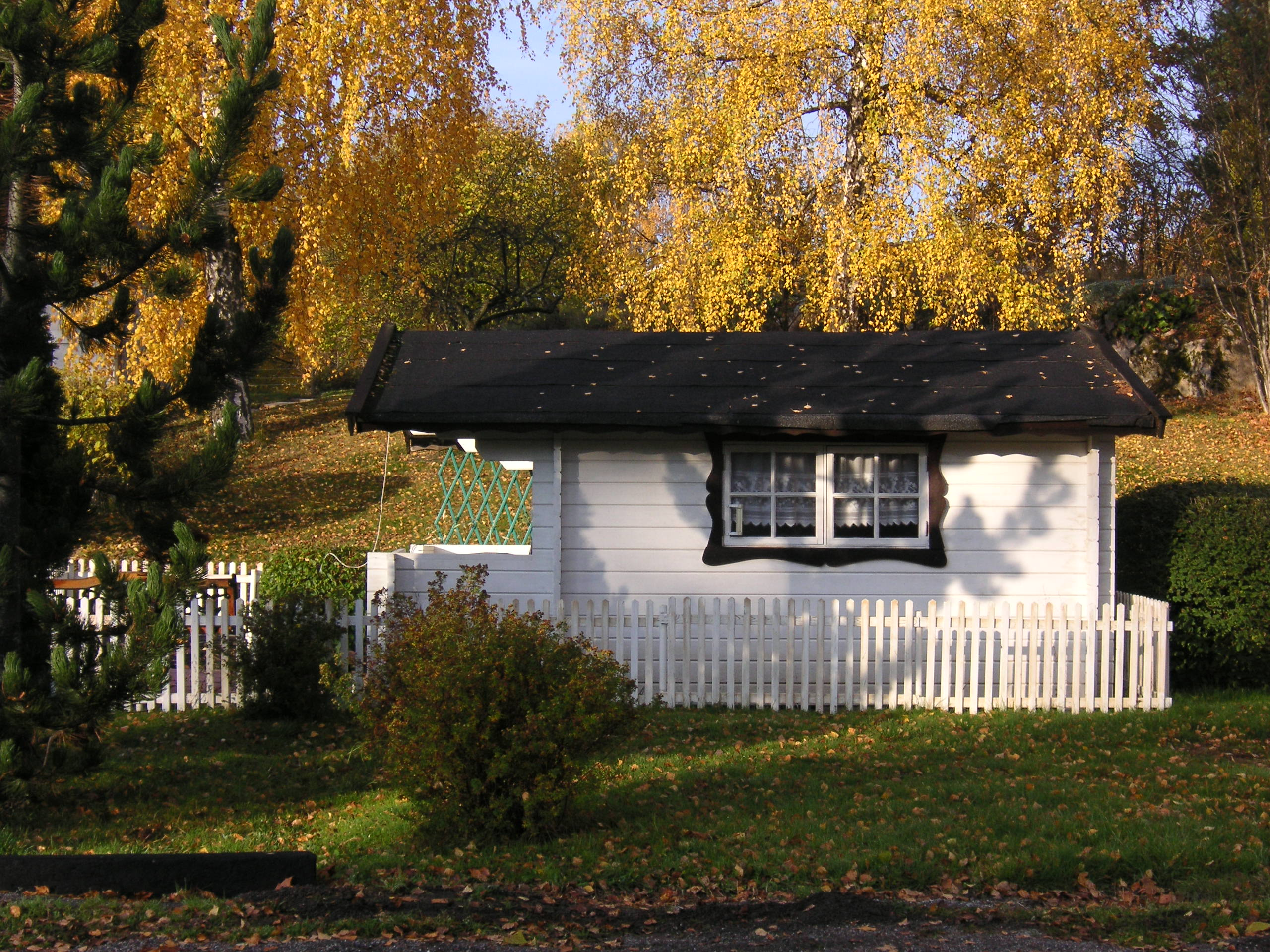
En typisk friggebod i Huddinge

Med friggebod menas i Sverige en fristående komplementbyggnad vars byggnadsarea först fick uppgå till högst 10,0 kvadratmeter men som 1 januari 2008 höjdes till 15,0 m²  med högst 3,0 meter till taknocken och att antalet bodar inte längre är begränsat till två som tidigare. Arean avser den sammanlagda arean för alla bodar och uthus utan bygglov på en fastighet byggda efter 1979 då lagen om friggebod infördes.
Friggeboden kräver inte bygglov om den uppförs på tomt som är bebyggd med ett en- eller tvåbostadshus, men får inte uppföras närmare än 4,5 meter från grannens tomtgräns utan dennes medgivande. Dock får kommunen upphäva lovfriheten för friggebodar genom detaljplan  i ett område med värdefull miljö. Inom strandskyddsområde krävs dessutom dispens och inom 4,5 meter från gräns mot gata och allmän plats kan friggeboden inte uppföras utan bygglov. Friggeboden måste också uppfylla lagens grundläggande krav på byggnader, till exempel att den skall ha en form och färg som är estetiskt tilltalande, inte får medföra fara för trafiksäkerheten eller annan fara och att den inte får medföra betydande olägenheter för grannar i omgivningen. I friggeboden får man installera el men oftast krävs en bygganmälan till kommunen för installation av vatten och avlopp.
Både friggebod och attefallshus får byggas med källare enligt Boverkets regelverk.

## Historia
Boden fick sitt namn efter Birgit Friggebo, som var folkpartistisk bostadsminister, när hon år 1979 lät avskaffa bygglovsplikten för en byggnad av detta slag om högst 10 kvadratmeter. 2008 utökades ytan till 15 kvadratmeter som fick delas på flera byggnader.
Ursprungligen var de flesta friggebodar som uppfördes utformade av fastighetsägaren. Arkitekturen hämtade inspiration från lekstugor och förråd. Ofta blev friggebodarna som små kopior av huvudbyggnaderna, med relativt mycket detaljer och imitation av äldre byggnadsstil. På senare år har friggebodarna ändrat karaktär. Mer samtida formspråk har dykt upp och nya material prövats. I många fall har friggebodarnas kvalitet höjts, med mer påkostad inredning, bättre material och maskinell utrustning. Det har också kommit till ett antal tillverkare av friggebodar med olika inriktning och kvalitet.[källa behövs]

## Större friggebodar
En ändring i plan- och bygglagen från den 2 juli 2014 har gjort det möjligt att utan bygglov bygga en ny byggnadstyp med upp till 25 kvadratmeter (senare utökat till 30 m2) byggnadsarea och med 4,0 meter nockhöjd. Den nya byggnadstypen har kommit att kallas attefallshus efter Stefan Attefall. Dessa byggnader är tänkta att kunna placeras på samma sätt som friggebodar. I samma ändring ingår också möjligheten till bygglovfria mindre takkupor, tillbyggnader och möjligheten att inreda ytterligare en bostad i ett hus. Till skillnad från friggebodar ska den nya byggnadstypen och de andra åtgärderna (utom vissa takkupor) kräva anmälan till byggnadsnämnden och ett startbesked innan byggnadsarbetena sätts igång.